# Chiesi Farmaceutici
Chiesi Farmaceutici, «Кьези Фармацевтичи» — итальянская фармацевтическая компания. Штаб-квартира расположена в Парме. Специализируется на средствах для лечения респираторных и редких заболеваний.

## История
Компания была основана в июле 1935 года Джакомо Кьези. В 1966 году руководство компанией перешло к сыновьям основателя, Альберто и Паоло Кьези. В 1979 году на рынок был выпущен первый успешный препарат, Беклометазона дипропионат, применяемых при астме и ринитах. В 1981 году была куплена бразильская компания Pharmalab.

## Деятельность
Научно-исследовательские центры расположены в Италии, Канаде, Великобрииании, США, Франции, Швеции и КНР. Производственные мощности компании находятся в Италии (Парма), Франции (Блуа) и Бразилии (Сантана-ди-Парнаиба).
Географическое распределение выручки:
- Великобритания — 401 млн евро;
- Италия — 262 млн евро;
- Германия — 260 млн евро;
- Франция — 149 млн евро;
- Испания — 126 млн евро;
- остальная Европа — 292 млн евро;
- США — 254 млн евро;
- Китай, Бразилия, Мексика, Пакистан, Турция и Россия — 320 млн евро.